# Sathonay
Sathonay é uma antiga comuna francesa no departamento de Ain.  Foi dividida em duas novas comunas, Sathonay-Camp e Sathonay-Village, em 1908. Desde 1968, estas duas comunas já não pertencem ao departamento de Ain, mas ao do Ródano.